# Arrondissement di Saint-Pierre (Riunione)
L'arrondissement di Saint-Pierre è un arrondissement dipartimentale della Francia situato nel dipartimento d'oltremare della Riunione.

## Composizione
L'arrondissement comprende 10 comuni in 18 cantoni:
Cantoni
- Cantone di Avirons
- Cantone di Entre-Diux
- Cantone di L'Étang-Salé
- Cantone di Petite-Île
- Cantone di Saint-Joseph-1
- Cantone di Saint-Joseph-2
- Cantone di Saint-Louis-1
- Cantone di Saint-Louis-2
- Cantone di Saint-Louis-3
- Cantone di Saint-Philippe
- Cantone di Saint-Pierre-1
- Cantone di Saint-Pierre-2
- Cantone di Saint-Pierre-3
- Cantone di Saint-Pierre-4
- Cantone di Tampon-1
- Cantone di Tampon-2
- Cantone di Tampon-3
- Cantone di Tampon-4

Comuni
1. Les Avirons
2. Cilaos
3. Entre-Deux
4. L'Étang-Salé
5. Petite-Île
6. Saint-Joseph
7. Saint-Louis
8. Saint-Philippe
9. Saint-Pierre
10. Le Tampon